# Zaza Nadiradze
Zaza Nadiradze (gruz. ზაზა ნადირაძე; ur. 2 września 1993 r. w Mcchecie) – gruziński kajakarz, kanadyjkarz, srebrny medalista mistrzostw świata, mistrz Europy.
W 2016 roku na igrzyskach olimpijskich w Rio de Janeiro wystąpił w zawodach jedynek na 200 metrów. Zdołał awansować do finału A, w którym zajął piąte miejsce, tracąc do podium 0,189 sekundy.